# BirdLife International/Programa Marruecos

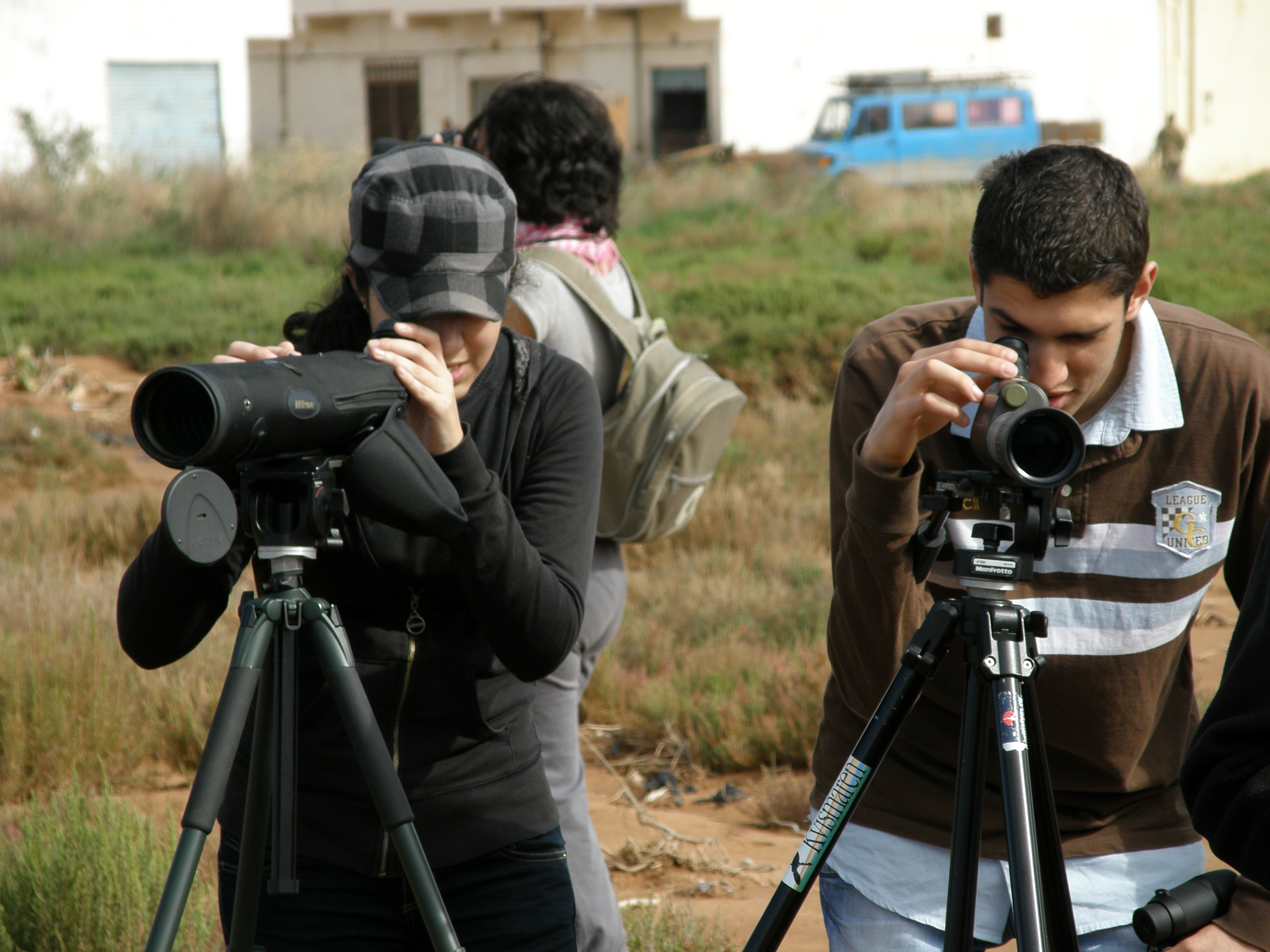
Estudiantes observando aves en la Mar Chica dentro de las actividades organizadas por SEO/BirdLife en el Día Mundial de los Humedales en Marruecos.

Desde 1997 BirdLife International tiene en Marruecos un estatus legal que le permite actuar en el país o colaborar con la administración marroquí y con otras ONG con el objetivo de salvaguardar las aves y sus hábitats, de modo preferente a través del desarrollo sostenible de las personas.
SEO/BirdLife, como miembro español de BirdLife International, es la responsable de llevar a cabo este programa a través de su departamento internacional.
El Programa Marruecos cuenta con una oficina central en Rabat/Salé y ha realizado y realiza proyectos en el Parque nacional de Souss-Massa, particularmente en la conservación del Ibis eremita, en el Parque nacional de Alhucemas, en Merja Zerga, en Sidi Boughaba, etc. 
Para el desarrollo de este programa ha sido y es esencial el apoyo de instituciones como la AECID, la Fundación Príncipe Alberto de Mónaco, la Fundació Territori i Paisatge, etc. La colaboración con las autoridades marroquíes en materia de conservación de la naturaleza es esencial. 
Entre las actividades que se llevan a cabo, están el apoyo a estudios científicos, la potenciación del ecoturismo, el fomento de actividades tradicionales de bajo impacto ambiental, como la apicultura, la educación ambiental, etc.
- Datos: Q5728992